# Ранко (провінція)
Провінція Ранко  (ісп. Provincia de Ranco) — провінція в Чилі у складі області Лос-Ріос.
Включає 4 комуни.
Територія — 8233 км². Населення — 93969 осіб (2017). Щільність населення — 11,41 чол./км².
Адміністративний центр — Ла-Уніон.

## Географія
Провінція розташована на півдні області Лос-Ріос.
Провінція межує:
- на півночі — провінція Вальдивія
- на сході — провінція Неукен (Аргентина)
- на півдні — провінція Осорно
- на заході — Тихий океан

## Адміністративний поділ
Провінція включає 4 комуни:
- Ла-Уніон. Адмінцентр — Ла-Уніон.
- Футроно. Адмінцентр — Футроно.
- Лаго-Ранко. Адмінцентр — Лаго-Ранко.
- Ріо-Буено. Адмінцентр — Ріо-Буено.